# Papež Gregor II.
Gregor II., papež Rimskokatoliške cerkve in svetnik; * 669 Rim (Bizantinsko cesarstvo † 11. februar 731, Rim, Bizantinsko cesarstvo.

## Življenjepis
Gregor II. izhaja iz ugledne rimske rodovine Savelli (Sabellus). Očetu je bilo ime Marcel, materi pa Honesta. 
V marsičem je Gregor posnemal svojega velikega soimenjaka Gregorja Velikega. Kakor je Gregor I. s svojim nastopom prepričal hunskega kralja Atila, da je prizanesel Rimu in Italiji, tako je Gregor II. prepričal ravenskega eksarha in njegovega zaveznika langobardskega kralja Liutpranda, da je odnehal od obleganja, obljubil Rimu svoje varstvo in položil v dar na grob svetega apostola Petra svoj kraljevski plašč, zlati meč in krono.
Že od zgodnje mladosti je bil povezan s papeškim dvorom in je bil v cerkveni službi. Kod diakon je spremljal svojega predhodnika Konstantina na potovanju v Carigrad, kjer sta preživela leto dni. S cesarjem sta se srečala v Nikomediji 711. Tu je cesar poljubil papežu noge v znamenje pokorščine, papež pa mu je podelil obhajilo kot znamenje sprejema v skupnost z vesoljno Cerkvijo. Predvsem po njegovi zaslugi se je cesar poslovil od papeža z vsem spoštovanjem, čeprav mu ni v vsem ugodil.

### Ikonoklazem
Justinijanov naslednik, samodržec Leon III. je začel gonjo zoper češčenje svetih podob (ikonoklazem). Čeprav prvih petnajst let svojega vladanja ni nasprotoval tozadevnemu češčenju, se je kar naenkrat prelevil v nasprotnika podob. Najprej je ukazal, da jih morajo obesiti tako visoko, da jih verniki ne bodo mogli več poljubljati; nato je ukazal zidne slike ali mozaike prebeliti ali ostrgati, druge slike pa je dal povsod uničevati. To je opravičeval z mnenjem, češ da mohamedanci in judje zato nočejo sprejeti krščanstva, ker le-to podobe malikuje. Ko je od papež Gregorja II. zahteval, naj ukaže uničevanje svetih podob tudi na Zahodu, se je papež uprl in tako ravnanje celo obsodil. Od tedaj naprej Gregor ni bil več varen; cesar ga je prek svojega namestnika hotel večkrat ujeti in celo umoriti, pa mu je vedno spodletelo. 
Papež je s svojim odločnim nastopom in doslednostjo - ko se je podal osebno v tabor Langobardov, ki so oblegali Rim - pridobil na svojo stran celo ravenskega eksarha. Čeprav ga prištevamo še med "bizantinske" papeže, je to treba sprejeti s pridržkom: ni bil namreč Grk, ampak Rimljan; poleg tega se je uspešno upiral bizantinskemu nasilju, da je imel pravzaprav v Italiji večjo oblast on, kot sam cesar.

### Dela
Največji uspeh papeža Gregorja II. je bilo uspešno misijonarjenje Bonifacija med Nemci oziroma Bavarci, kamor ga je on poslal in posvetil za škofa. 

## Smrt
Kljub večkratni smrtni nevarnosti pred trinoškim bizantinskim cesarjem Leonom III., ki je zapovedal uničevanje čudovitih umetniških podob ne le na Vzhodu, ampak tudi na Zahodu, ter je papežu Gregorju  tako rekoč kar naprej stregel po življenju, je on umrl naravne smrti v Rimu 11. februarja 731 in je pokopan v cerkvi svetega Petra v Vatikanu blizu svojega slavnega predhodnika Gregorja Velikega.